# Chus Herrero
Jesús María Herrero Gómez (Zaragoza, Aragón, 10 de febrero de 1984), más conocido como Chus Herrero, es un exfutbolista español. Jugaba como defensa y desde la temporada 2025-26 forma parte del cuerpo técnico del Real Zaragoza.

## Trayectoria
Jugador de la cantera del Real Zaragoza, este defensa central de gran envergadura debutó en la Primera División en la jornada 11.ª de la temporada 2005-06, en el partido Real Zaragoza 1 - Racing de Santander 1. La campaña de su debut finaliza con un total de 5 partidos disputados y con la permanencia en la máxima categoría conseguida.
Disputa dos temporadas más en la Primera División. En ambas disputa un total de 10 partidos y el equipo consigue clasificarse para la Copa de la UEFA en la primera campaña, no así en la segunda, descendiendo con el club maño a la Segunda División.
La siguiente temporada Chus Herrero permanece en la plantilla y actúa tanto de central como de lateral derecho. Se logra retornar de nuevo a Primera División y el jugador finaliza la campaña con un total de 22 partidos disputados.
La temporada 2009-10 recala en el FC Cartagena de la Segunda División española, con el que roza de nuevo el ascenso a Primera División. La temporada la comienza en el banquillo pero poco a poco se gana la confianza del técnico y de la afición del Efesé, finalmente el ascenso se pierde en la penúltima jornada tras haber disputado 34 jornadas en puestos de ascenso directo a Primera División. Finaliza la campaña con un total de 22 partidos disputados y un gol marcado, frente a la Real Sociedad.
La temporada 2010-11 Chus Herrero termina la temporada siendo pieza clave del equipo, al inicio de la misma el objetivo del FC Cartagena es jugar los play off de ascenso a Primera división, objetivo que se va cumpliendo durante toda la temporada, pero inexplicablemente el equipo sufre un bajón en su rendimiento y termina en mitad de tabla de la Segunda División. Finaliza la campaña con 21 partidos disputados.
La temporada 2011-12 Chus Herrero se convierte en pieza indiscutible del equipo, mostrando un gran nivel y formando pareja en el centro de la zaga titular junto a Abraham Paz. A pesar de este buen nivel, el FC Cartagena, que partía con el objetivo del ascenso a Primera, pasa a luchar por la permanencia tras un inicio decepcionante. Finalmente y a falta de dos jornadas se consuma el descenso de la plantilla más cara en las 18 temporadas que el fútbol cartagenero disputó hasta la fecha en Segunda División (15 con el Cartagena FC y 3 con el FC Cartagena). Finaliza la campaña con 34 partidos disputados y un gol marcado. 
En el verano de 2012 deja el club cartagenero tras tres temporadas en las que roza el ascenso a Primera y se convierte en uno de los futbolistas más apreciados por la grada del estadio Cartagonova. Entonces ficha por el Girona FC por dos temporadas.
El 21 de julio de 2014 se confirma su fichaje por el Real Valladolid.
La temporada 2015-16 firma por la UE Llagostera y la siguiente por el Anorthosis Farmagusta.
En enero de 2019 ficha por el Córdoba CF.
Posteriormente pasaría por la Sociedad Deportiva Tarazona, el Club Deportivo Brea y el Club Deportivo Cuarte, donde se retiraría en enero de 2024.

## Selección nacional
En el año 2000 fue internacional sub-15 disputando un partido contra Irlanda del Norte, que finalizaría con empate a uno. En aquel equipo estaban, entre otros, Miguel Ángel Moyá, Andrés Iniesta y Jaime Gavilán.

## Clubes
| Club                  | País   | Año       |
| --------------------- | ------ | --------- |
| Real Zaragoza "C"     | España | 2003-2004 |
| Real Zaragoza "B"     | España | 2004-2006 |
| Real Zaragoza         | España | 2006-2009 |
| F. C. Cartagena       | España | 2009-2012 |
| Girona F. C.          | España | 2012-2014 |
| Real Valladolid C .F. | España | 2014-2015 |
| U. E. Llagostera      | España | 2015-2016 |
| Anorthosis Famagusta  | Chipre | 2016-2017 |
| Albacete Balompié     | España | 2017-2019 |
| Córdoba C. F.         | España | 2019-2020 |
| S. D. Tarazona        | España | 2020-2022 |
| C. D. Brea            | España | 2022-2023 |
| C. D. Cuarte          | España | 2023-2024 |